# Vigiliusz pápa
Vigiliusz (latinul: Vigilius), (? – 555. június 7.) volt az egyház történetének 59. pápája 537. március 29-től haláláig. Törvénytelenül a bizánci uralom nyomására ülhetett a pápai trónra. A monofizita álláspontot védelmező Theodóra császárné nagy várakozásaival ellenszegült. Sokáig próbálta megvédeni az egyházi vezetés függetlenségét a császári hatalomtól, de ez egyre nehezebb feladat volt.

## Élete
Nemes római családból származott. Apját, Johannest a Liber Pontificalis consulként emlegeti, míg egyik bátyját szenátori tisztségben mutatja be. Vigiliusz a római egyháznak kötelezte el magát, és a papi hivatást választotta. 531-ben diakónus volt II. Bonifác pápa mellett, aki ekkor egy zsinaton kiadta palliumát. Ebben elődjéhez hasonlóan ki akarta jelölni utódját a pápai trónon, és Vigiliuszt nevezte meg követőjének. A jelenlevő főpapok ugyan elfogadták a pápa döntését, de hamarosan olyan nagy ellenkezésbe ütközött a pallium, hogy végül Bonifác megsemmisítette rendeletét.
I. Agapét pápa pontifikátusa alatt a legbefolyásosabb klerikusok közé tartozott, és így részt vehetett a pápa konstantinápolyi útján. Követként az ott töltött idő alatt közel került a császárhoz, és főleg feleségéhez, Theodórához. A császárné a monofizita tanok támogatója volt, és megegyezett Vigiliusszal abban, hogy ha a diakónus segít a monofizita tanok elfogadásában és a kitagadott Anthimosz pátriárka visszafogadásában, akkor bizánci segítséggel megkapja a pápai trónt és 700 font súlyú aranyat.
Miután Agapét 536. április 22-én meghalt, Vigilius Rómába indult a császárnétól kapott hivatalos levelekkel, amelyek feljogosították őt arra, hogy elfoglalja a pápai trónt. Azonban Itáliában a gótok királya el akarta kerülni a túlzott bizánci befolyást, ezért gyorsan megválaszttatta Szilvériuszt egyházfőnek. A gótok hamarosan feldúlták Rómát, mert a pápát hibáztatták a bizánci seregek sikereiért. Válaszul a császári sereg Belisarius vezetésével elfoglalta a szent várost. Ekkor érkezett meg Rómába Vigiliusz. A császárné Róma teljhatalmú urát, Belisariust próbálta meggyőzni a pápa leváltásáról, és végül egy hamis levéllel sikerült rábírni a hadvezért Szilvériusz száműzésére. 537. március 29-én Theodóra nyomására Belisarius megfosztotta Szilvériuszt pápai hatalmától, és száműzte a városból. Ugyanakkor az egyház élére megválaszttatta Vigiliuszt. A hamis levélre hamarosan fény derült, és a császár engedélyével Szilvériusz visszatérhetett Rómába, ahol Belisarius Vigiliusz vendégszeretetére bízta az elűzött pápát. Vigiliusz Palmarola szigetén börtönbe vetette Szilvériuszt, ahol hamarosan halálát lelte. Így 537 végére minden jogot megszerzett a pápai hatalom gyakorlására, és azt a főpapok el is ismerték.
Az új egyházfőnek Theodóra császárné legnagyobb meglepetésére esze ágában sem volt felhagyni elődjei politikájával. Nem fogadta vissza az egyházba Anthimoszt, és a monofizitizust is elítélte. Theodóra még próbálkozott egy levéllel, amelyben a pápa írásban ismeri el, hogy támogatja a monofizitákat, de arról gyorsan kiderült, hogy hamis. A császár hogy tisztázza a pápa monofizitákról vallott nézeteit hivatalos írást kért Vigiliusztól. A pápa 540-ben két teljesen egyforma levelet küldött Konstantinápolyba. Az egyik Justinianus udvarába érkezett meg, a másik Mennász pátriárkához. Ebben a levélben Vigiliusz elismeri a khalkédóni zsinat döntéseit, megerősíti I. Leó nézeteit és Anthimosz kiközösítését.
Több levelet is írt Gallia püspökeinek. Azonban hamarosan ismét Konstantinápoly felé kellett összpontosítania figyelmét. 543-ban Justinianus egy dekrétumot bocsátott ki az Órigenész tanait követők eretnekségéről. Ezt a dekrétumot elküldte Vigiliusznak és a keleti egyház vezetőinek elfogadásra. Azonban ez keleten nem volt népszerű gondolat, ezért Theodor Aszkidasz püspök megpróbálta elterelni a császár figyelmét Órigenész követőiről. A püspök arra hívta fel Justinianus figyelmét, hogy az antiókheiai iskola néhány tanának elfogadásával megnyerhetné a monofizitákat. A császár köztudottan nagy jelentőséget tulajdonított annak, hogy uralkodását a monofiziták is támogassák, ezért elfogadta az ajánlatot. 544-ben elkészült az úgynevezett Három fejezet. Ezek elítélésével a császár a maga oldalára állíthatta a monofizitákat. A keleti egyházi vezetők aláírták a fejezeteket, de a nyugati klérus körében nagy felháborodást keltett I. Justinianus császár rendelete, ugyanis annak legtöbb pontja a khalkédóni zsinaton elfogadott döntések közül került ki. Vigiliusz nem ismerte el a Három fejezetet, azonban Justinianus nagyon elkötelezett volt ebben az ügyben, és ezért 545 elején hajót küldött a pápáért.
A Liber Pontificalis szerint Vigiliusz éppen Szent Cecília ünnepén celebrált misét a Szent Cecília-bazilikában, amikor a császár követei megszakították a szertartást, és azonnal magukkal vitték Vigiliuszt a Tiberisen várakozó hajóra. A Rómát maga mögött hajót kövekkel dobálták meg a partról, ugyanis az emberek nem értették, hogy a pápa miért hagyja őket magukra a gótok újabb ostroma előtt. Rómát Totila vezetése alatt újra ostrom alá vették a gót hadak, szörnyű kínokat okozva a város és egész Itália lakóinak. Ugyan Vigiliusz több hajónyi gabonát is küldött az éhezőknek, azok az ellenség kezébe kerültek. A pápa hajója hosszabb időre Szicílián maradt, majd innen folytatta útját, és végül 547 januárjában ért Konstantinápolyba.
A császári udvarban Vigiliusz arra kérte Justinianust, hogy küldjön segítséget Róma népének, de a császár csak a három fejezetről volt hajlandó beszélni a pápával. 548-ban aztán végül hosszas ellenkezés után Vigiliusz elítélte a khalkédóni zsinat három fejezetét, amely sértette a monofizitákat. Ez akkora felháborodást keltett az egész egyházban, hogy Justinianus 553-ban egyetemes zsinatot hívott össze Konstantinápolyba, hogy ott is elfogadtattassa rendeletét. A zsinaton Vigiliusz nem vett részt, így az nélküle fogadta el a három fejezet törlését. A császár nyomására 554-ben a pápának írásban ismét el kellett ismernie a konstantinápolyi zsinat eredményeit. A hosszú viták után, így végül 555 tavaszán hazaindulhatott Rómába. De a szent várost már sosem érte el, ugyanis úton hazafelé Siracusában meghalt. Testét a Szilveszter Bazilikában temették el a Via Salarián.

## Művei
- Documenta Catholica Omnia (latin nyelven). (Hozzáférés: 2011. december 6.)